# S/S Japan
S/S Japan var ett svenskt lastfartyg som torpederades 4 maj 1941 utanför Västafrika. Besättningen räddades.

## Historik
Japan var en av Ostasiatiska kompaniets koleldade veteraner, byggd 1911 i England. 1915 gjorde Japan en lång resa från Vladivostok till Köpenhamn med en last av sojabönor. Ångaren hade under stundom hårt väder och det tog 77 dygn för att avklara resan. Vid framkomsten hade lasten delvis drabbats av mögel.
I Stettin i dåvarande Tyskland (Pommern) kolliderade Japan med den engelska ångaren Tynemouth 1921. På väg in till Antwerpen 1928 gick Japan på grund och skadades svårt, så att hela botten mellan skorstenen och stormasten fick bytas ut. Dessa reparationer pågick i två månader och kostade cirka 200 000 kr, Vartill tillkom bärgarlön på 275 000 kr. Två veckor efter reparationen kolliderade Japan på Elbe med nederländska ångaren Waaldijk och sprang läck i förskeppet. Omkring 14 befälhavare tjänstgjorde på Japan.

## Torpederingen
På resa från Milford Haven till Freetown i Västafrika med last av kol och styckegods i april 1941 hade Japan två gånger utsatts för flyganfall, ena gången på påskafton och andra gången på påskdagen. Kl 16:00 den 4 maj, då Japan utan konvojskydd befann sig på ett avstånd av 240 sjömil från destinationen, siktades ett periskop på cirka 100 meters avstånd. Ubåten gick upp och avlossade ett antal kanonskott mot Japan som stoppade maskin och beordrade besättningen i livbåtarna. Japans förskepp antändes både i förrummen samt förskeppet och eld härjade på däck. Sedan livbåtarna kommit ett stycke från fartyget avfyrade ubåten en torped som träffade Japans akterskepp. Vid explosionen slets den svenska flaggan loss från spelets akter och kastades upp i luften. Japan reste sig därefter rakt upp och sjönk lodrätt med det brinnande förskeppet likt en fackla. En timme efter angreppets början var Japan försvunnen. Livbåtarna satte seglen och efter att ha kommit ifrån varandra nådde de båda till Franska Guineas kust den 7 maj. Båda livbåtsbesättningarna från Japan jämte besättningen från en sänkt engelsk ångare sattes i koncentrationsläger. Senare fördes Japans besättning till Marseille, varifrån den svenska delen av besättningen (27 man) reste hem till Sverige. Många av männen ombord gick senare ombord på andra fartyg.